# Arūnas Bubnys
Arūnas Bubnys (7 de novembre de 1961, Ignalina) és un lituà escriptor, historiador i arxiver. Va començar els seus estudis a la Universitat de Vílnius el 1985. El 1993 va rebre un doctorat per la seva tesi Lietuvių antinacinė rezistencija 1941-1944 m. («Lituana Resistència antinazi 1941-1944»).
A partir de 1985 va treballar a l'Institut Lituà d'Història. El 1993-1998 va ser director dels Arxius lituans especials. Actualment treballa en el Centre d'Investigació sobre el Genocidi i Resistència de Lituània, i és membre de la Comissió Internacional per a l'Avaluació dels crims dels règims nazi i soviètic a l'ocupació de Lituània.

## Camps d'interès
- Política nazi durant l'ocupació de Lituània
- Resistència lituana contra els nazis
- Resistència polonesa a Lituània 1941-1944

## Principals obres
- Lenkų pogrindis Lietuvoje 1939–1940 m.
- Lietuvių antinacinė rezistencija 1941–1944 m.
- Vokiečių okupuota Lietuva (1941–1944)